# Idiosoma kopejtkaorum
Idiosoma kopejtkaorum es una especie de araña migalomorfa del género Idiosoma, familia Idiopidae. Fue descrita científicamente por Rix & Harvey en 2018.
Esta especie habita en Australia Occidental. El holotipo masculino mide 14,1 mm y el paratipo femenino 25,4 mm.